# 95 v. Chr.
Portal Geschichte | Portal Biografien | Aktuelle Ereignisse | Jahreskalender | Tagesartikel

◄ |
2. Jahrhundert v. Chr. |
1. Jahrhundert v. Chr. |
1. Jahrhundert |
►

◄ | 110er v. Chr. | 100er v. Chr. | 90er v. Chr. | 80er v. Chr. |
70er v. Chr. |
►

◄◄ | ◄ | 98 v. Chr. | 97 v. Chr. | 96 v. Chr. | 95 v. Chr. |
94 v. Chr. |
93 v. Chr. |
92 v. Chr. |
► |
►►
Staatsoberhäupter

## Ereignisse
- Lucius Licinius Crassus und Quintus Mucius Scaevola sind Konsuln der Römischen Republik.
- Nach der Niederlage und dem Tod des Seleukos VI. zerfällt das Seleukidenreich in mehrere Teile, deren Herrscher sich jahrelang befehden.

Das Königreich Armenien bei der Machtübernahme durch Tigranes II. (rot)

- Tigranes II. wird König von Armenien. In den folgenden Jahren führt er Armenien zur Hochblüte.
- Nikomedes III. von Bithynien muss auf Intervention durch das Römische Reich seine Eroberungen in Kappadokien wieder räumen.
- Ariarathes IX. wird von der römischen Schutzmacht als König von Kappadokien abgesetzt. Sein Nachfolger wird Ariobarzanes I.

## Geboren
- Marcus Porcius Cato, genannt Cato der Jüngere, römischer Feldherr und Staatsmann († 46 v. Chr.)
- um 95 v. Chr.: Publius Valerius Cato, römischer Dichter und Philologe
- um 95 v. Chr.: Gaius Claudius Marcellus, römischer Politiker († 40 v. Chr.)
- um 95 v. Chr.: Gaius Claudius Marcellus, römischer Politiker
- um 95 v. Chr.: Marcus Claudius Marcellus, römischer Politiker († 45 v. Chr.)
- um 95 v. Chr.: Kleopatra VI., ägyptische Königin († um 57 v. Chr.)
- um 95 v. Chr.: Philipp II. Philorhomaios, König des Seleukidenreiches († um 56 v. Chr.)

## Gestorben
- Seleukos VI., König des Seleukidenreiches (* um 120 v. Chr.)